# Leon May
Leon Witold May (ur. 1 maja 1874 w Prenach, zm. 19 grudnia 1940 w KL Dachau) – polski duchowny luterański, senior diecezji piotrkowskiej Kościoła Ewangelicko-Augsburskiego w RP.

## Życiorys
Urodził się w Prenach na Litwie. W latach 1896–1901 studiował teologię ewangelicką w Dorpacie. Ordynację na duchownego przyjął 16 lutego 1902 i w latach 1902–1905 piastował funkcję wikariusza łódzkiej parafii Świętej Trójcy. Następnie w latach 1905–1911 był pastorem w Bełchatowie, a w latach 1911–1913 w Ozorkowie. Od 1913 był proboszczem parafii w Tomaszowie Mazowieckim piastując tę funkcję do wybuchu II wojny światowej. Od 23 kwietnia 1937 pełnił funkcję seniora diecezji piotrkowskiej Kościoła Ewangelicko-Augsburskiego. W czasie drugiej okupacji niemieckiej został aresztowany i uwięziony najpierw w Piotrkowie Trybunalskim, a następnie w Łodzi, zaś latem 1940 został deportowany do niemieckiego nazistowskiego obozu koncentracyjnego Dachau, gdzie zmarł.

## Represje niemieckie
Deklarował się jako Polak, co w Tomaszowie z silną i dobrze zorganizowaną mniejszością niemiecką było postawą wzbudzającą kontrowersje wśród lokalnej wspólnoty luterańskiej. Już podczas I wojny światowej wskutek denuncjacji został pozwany przed sąd przez niemieckie władze. Sprawa się przewlekała, aż skończyła się pierwsza niemiecka okupacja Tomaszowa. Na podobnym tle doszło do aresztowania podczas II wojny światowej. Bezpośrednim powodem był incydent w kancelarii parafialnej z udziałem trzech tomaszowskich Niemek. 

## Ordery i odznaczenia
- Złoty Krzyż Zasługi (11 listopada 1936)[4]

## Upamiętnienie
Pastor jest patronem ulicy na drugim pod względem wielkości osiedlu mieszkaniowym w rodzinnym Tomaszowie Mazowieckim na Osiedlu Hubala (w jego drugiej części). Jest również wymieniony na tablicy pamiątkowej przed najstarszą szkołą średnią – I LO im. Jarosława Dąbrowskiego, jako część polskiej inteligencji wymordowanej przez Niemców podczas drugiej okupacji Tomaszowa.